# Manoelita Lustosa
Manoelita Maria Diniz Lustosa, mais conhecida como Manoelita Lustosa (Pirapora, 25 de março de 1942 — Belo Horizonte, 1 de julho de 2014), foi uma atriz, cantora, radialista, política, escritora e jornalista brasileira.

## Biografia
Atriz, cantora e radialista Manoelita Lustosa, mineira de Pirapora e criada em Sete Lagoas, tem uma história de vida repleta de lutas que acabaram levando-a a viver momentos especiais na área artística. Filha de pai pernambucano e mãe mineira, ainda menina ela vivia em cima de uma cadeira imitando os ídolos do rádio.
Já casada, ao mudar-se para Timóteo, no Vale do Aço, Manoelita Lustosa entrou para a carreira política, assumindo em períodos distintos as secretarias municipais de cultura de Timóteo e Coronel Fabriciano.
Graduada em Letras e Filosofia, Manoelita também foi jornalista e escritora de contos e poemas, cuja maioria ainda se mantém inédita. A mudança para Belo Horizonte no início da década de 90 marcou mais um capítulo na vida da atriz, que estreou profissionalmente em teatro em 1994, no espetáculo Tio Vânia, de Tchecov, sob a direção de Luiz Carlos Garrocho e Walmir José. Posteriormente, fez o musical Na Era do Rádio, com direção de Pedro Paulo Cava, seguido de uma série de comédias ao lado de Ílvio Amaral, entre as quais A Comédia dos Sexos e É Dando que Se Recebe.
Na TV, fez participação em Laços de Família e trabalhou em Mulheres Apaixonadas, Esmeralda, JK e Antônia. No cinema, Manoelita Lustosa participou dos filmes Depois Daquele Baile e Os 12 Trabalhos (2007).
Em 2007, participou da novela Maria Esperança, do SBT. Em seguida, transferiu-se para a RecordTV onde integrou o elenco da novela Amor e Intrigas (2007), Poder Paralelo (2009), Vidas em Jogo (2011) e Balacobaco (2012). Seu último trabalho foi como a japonesa Terezinha Cho na novela Dona Xepa (2013) também da RecordTV.
Em 1º de julho de 2014, a atriz faleceu devido a uma insuficiência respiratória.

## Carreira

### Televisão
| Ano  | Título               | Papel                   |
| ---- | -------------------- | ----------------------- |
| 2000 | Laços de Família     |                         |
| 2003 | Mulheres Apaixonadas | Inês Machado Oliveira   |
| 2004 | Esmeralda            | Rosário                 |
| 2006 | JK                   | Parteira                |
| 2006 | Antônia              |                         |
| 2007 | Maria Esperança      | Filomena Beiju (Filó)   |
| 2007 | Amor e Intrigas      | Telma Batista Dias      |
| 2009 | Poder Paralelo       | Lurdes Leme             |
| 2011 | Vidas em Jogo        | Nelize Figueiredo Souza |
| 2012 | Balacobaco           | Etelvina Pedrosa        |
| 2013 | Dona Xepa            | Terezinha Cho Lee       |

### Cinema
| Ano  | Título                  | Papel         |
| ---- | ----------------------- | ------------- |
| 2014 | O Segredo dos Diamantes | Avó de Ângelo |
| 2009 | Dona Clotilde           | Dona Clotilde |
| 2008 | Pequenas Histórias      | Comadre Filó  |
| 2007 | Os Doze Trabalhos       | Norma         |
| 2006 | Depois Daquele Baile    | Dona Cleide   |
| 2002 | Samba Canção            | Dona Deuzinha |